# Clara Lobedan

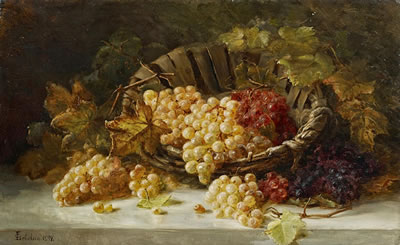
Stillleben mit Weintrauben (1894) von Clara Lobedan

Clara Augusta Amalie Emma Lobedan (geboren 7. August 1840 in Naumburg; gestorben 28. Juli 1917 in Berlin) war eine deutsche Blumen- und Stilllebenmalerin und Keramikerin.

## Leben

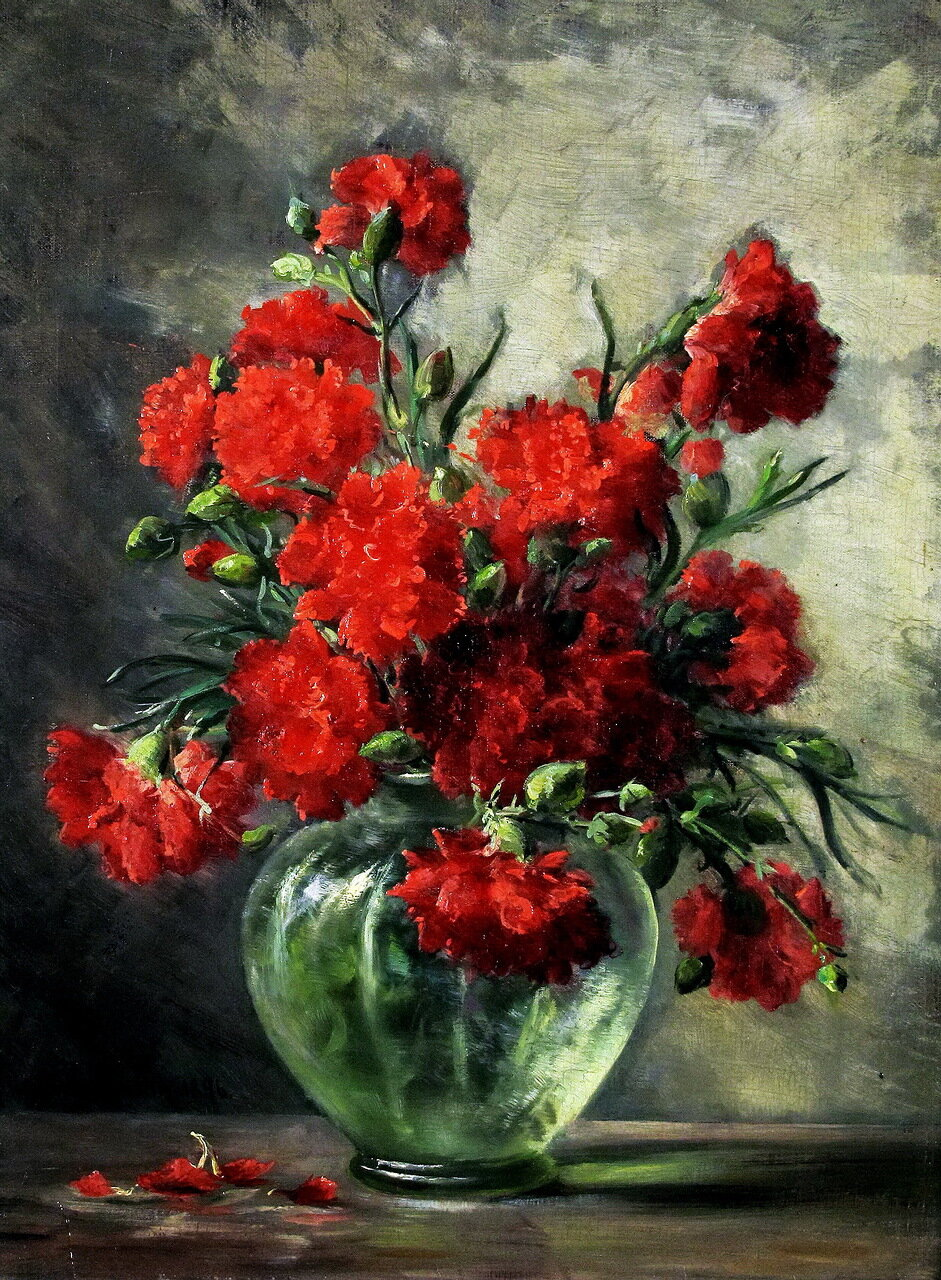
Vaso di fiori (1896) von Clara Lobedan

Clara Lobedan stammte aus einem begüterten Elternhaus. Sie war die zweitälteste von vier Schwestern. Eine ihrer jüngeren Schwestern war Emma Lobedan (1845–1916), die später ebenfalls Malerin wurde. Der Vater starb früh. Ihre Mutter zog nach seinem Tod Mitte der 1840er Jahre mit Clara Lobedan und deren Schwestern von Naumburg nach Berlin. Zeitlebens lebten die vier Schwestern, die alle ledig blieben, und ihre Mutter zusammen.
Clara Lobedan lernte die Malerei bei dem Blumen- und Stilllebenmalers Theude Grönland und bei dem Maler Karl Gussow, der für seine realistische Feinmalerei bekannt war. Später unterrichtete Lobedan selbst. Neben ihrer Tätigkeit als Öl-, Aquarell- und Pastellmalerin war sie Inhaberin einer Frauenmalschule. Eine ihrer Schülerinnen war die Malerin Hildegard Lehnert, mit der sie später gemeinsam Ateliers für künstlerische Gebrauchskeramik in Berlin und in Goslar betrieb. Über ihre gemeinsame Arbeit schrieb die Presse:

„Ohne ins Bizarre auszuarten, sind die Lobedan-Lehnertschen Töpfereien im besten Sinne originell, sowohl hinsichtlich der Formen, als auch der Glasuren und sonstigen künstlerischen Ausschmückung. Und sie sind vor allem praktisch in Gebrauch, ein Umstand, der anderen keramischen Arbeiten nicht immer nachzurühmen ist.“

Lobedan war bis 1916 Mitglied des Künstlerinnenvereins. Von 1909 bis 1913 fungierte sie als dessen Schriftführerin.
Clara Lobedan zeigte ihre Werke regelmäßig auf Ausstellungen. Dazu gehörten die Ausstellungen des Künstlerinnenvereins, die Akademieausstellungen und die Großen Berliner Kunstausstellungen, aber auch bei Ausstellungen in Dresden, Hannover, Kassel und Bremen. 1890 wurde eines ihrer Gemälde in die Kunstsammlung des Kaisers Wilhelm II. aufgenommen. 1893 stellte sie auf der Columbia-Weltausstellung in Chicago aus.